# Caio Semprônio Atratino
Caio Semprônio Atratino (em latim: Gaius Sempronius Atratinus) foi um político da gente Semprônia nos primeiros anos da República Romana eleito cônsul em 423 a.C. com Quinto Fábio Vibulano Ambusto. Aulo Semprônio era neto de Aulo Semprônio Atratino, cônsul em 497 a.C., e primo de Aulo Semprônio Atratino, tribuno consular em 425, 420 e 416 a.C..

## Consulado
Em 423, Caio Semprônio foi eleito cônsul pela primeira vez com Quinto Fábio Vibulano Ambusto. Durante as campanhas militares daquele ano, Quinto Fábio ficou encarregado da defesa da cidade enquanto Caio Semprônio marchou com o exército para combater os volscos, que conseguiram se reorganizar para enfrentar Roma, que, por sua vez, estava mal preparada para a batalha.
Apesar da incapacidade administrativa de Semprônio, principalmente ao enfrentar um exército volsco cuidadosamente preparado, a campanha não se transformou num desastre por pouco. O cônsul, desprezando o inimigo, não havia disciplinado suas tropas e quase foi derrotado. Sexto Tempânio, um decurião da cavalaria, toma a iniciativa de atacar os volscos saltando do cavalo e avançando sobre os inimigos. Os volscos tentam cercar a frente romana de Tempânio, mas o resto do exército romano avança para protegê-los. Com a chegada da noite, ambos exércitos entraram em pânico e, achando que haviam sido derrotados, abandonaram o campo de batalha, deixando para trás os feridos. Tempânio, porém, segurou suas tropas, e, com a chegada do dia, viu que todos haviam abandonado o campo, recolheu os feridos romanos e voltou para Roma.
Caio Júnio, o tribuno da plebe, convocou o testemunho de Tempânio para condenar o cônsul Semprônio,, porém ele elogiou as ações do cônsul.
Em 420 a.C., ele finalmente foi processado pelos tribunos da plebe pela forma como conduziu a guerra e condenado a pagar 15 000 asses.